# 喜界島地震
喜界島地震（きかいじまじしん）は、1911年（明治44年）6月15日23時26分、鹿児島県喜界島南方（北緯28度、東経130度付近と推定）で発生した巨大地震。規模はマグニチュード 8.0(Mw8.1)。名瀬測候所で震度6に相当する揺れ（烈）を観測したほか、那覇測候所などでも震度5相当（強）の揺れがあった。明治喜界島近海地震、明治奄美大島近海地震とも呼ばれる。

## 特徴
この地震は南西諸島で発生した地震としては有史以来最大規模のものである。フィリピン海プレートがユーラシアプレート（沖縄マイクロプレート）に沈み込む南西諸島海溝で発生した海溝型地震と推定されているが詳細は不明である。1995年に同じ付近を震源として発生した地震の観測結果から、1911年の地震は逆断層型と考えられる。

## 震源と規模

### 震源
震源は奄美大島の東北東の琉球海溝付近とする説(宇津)と琉球列島の西側(G-R)とする説があり、2011年現在でも決着は付いていない。今村(1913)による報告書では、名瀬、東京、京都、恒春の観測結果より大森公式を用いて決定されたとされているが、震源の位置と深さは、資料編纂者によって異なる。代表的な2つの資料を比較すると、
- 宇津カタログ 1982 - 北緯28度00分 東経130度00分 / 北緯28.0度 東経130.0度 深さ100km（理科年表採用値）
- G-R(Gutenberg and Richter)カタログ 1954 - 北緯29度00分 東経129度00分 / 北緯29.0度 東経129.0度 深さ160km

中央気象台[観測要覧]では『余震190回』との記載もあるが、別な資料では『余震極めて寡少なるは－異例とすべき』とされ、余震の多い浅発地震とも余震の少ない深発地震どちらの解釈も可能である。現在の観測では、沖縄本島、奄美大島直下のプレートの深さは、約50km、想定震源域付近でも約80km とされており、従来の震源深さを 100km または 160km とする説には矛盾が生じるとの見解もある。なお、震源深さを 100km と考えた根拠は、津波が小さかった事とされている。
後藤(2012)は、当時の観測精度が低かったことに注意しつつ震源を再決定したところ、北緯28度40分 東経130度33分 / 北緯28.67度 東経130.55度、深さ60km（周辺の地震活動を勘案すると10km程度か）に求められた。この結果から、本地震はプレート境界型地震であった可能性が大きいとしている。

### 規模
地震の規模は、資料編纂者によって異なる。
日本国内27箇所の観測点の最大震幅データを、現在の気象庁の方法により評価を行った場合のマグニチュードは、7.8。

### 震度
報告された震度は以下の通り。
| 震度       | 都道府県   | 観測所                         |
| ---------- | ---------- | ------------------------------ |
| 烈         | 九州       | 名瀬                           |
| 強         | 九州・沖縄 | 宮崎・鹿児島・沖縄             |
| 強・弱キ方 | 四国       | 徳島                           |
| 強・弱キ方 | 九州       | 大分                           |
| 弱         | 関東       | 八丈島                         |
| 弱         | 中部       | 敦賀・津                       |
| 弱         | 近畿       | 彦根・宮津                     |
| 弱         | 中国       | 岡山・呉                       |
| 弱         | 四国       | 多度津・別子・松山・高知・足摺 |
| 弱         | 九州・沖縄 | 福岡・熊本・石垣島             |
| 弱・弱キ方 | 関東       | 布良・横浜                     |
| 弱・弱キ方 | 中部       | 伏木・福井・岐阜               |
| 弱・弱キ方 | 近畿       | 舞鶴・京都・大阪・八木         |
| 弱・弱キ方 | 中国       | 浜田・広島・下関               |
| 弱・弱キ方 | 四国       | 四阪島・新居浜                 |
| 弱・弱キ方 | 九州       | 佐賀・佐世保                   |
| 微         | 東北       | 福島                           |
| 微         | 中部       | 金沢                           |
| 微         | 近畿       | 神戸・和歌山                   |
| 微         | 台湾       | 台南                           |

### 津波
都司嘉宣らの研究でも、津波は1m程度よりも有意に大きかったことが示されていることから、津波の発生は震源が浅いことを示唆している。
津波に関する口頭伝承の調査が2011年から2012年にかけて行われた。調査結果によれば喜界島で34件、奄美大島で19件、加計呂間島で2件の得られた伝承をまとめると、
1. 喜界島の西海岸では5m 以上の津波が到来している。
2. 東海岸では津波はあったものの小規模。（しかし、津波高に関する情報は得られず）
3. 奄美大島では5m 以上の津波が到来。概して東海岸の方が西海岸より大きかった。
4. 奄美大島の南に位置する島々（加計呂麻島・請島・与路島）での津波の規模は小さかった。
5. 喜界島および奄美大島の少なくとも中部以北での津波は引きで始まった（奄美大島南部以南では押し引きの情報は得られていない）。
6. 聞き取り調査から推定された津波高の最大値は喜界島中里での10m。

この聞き取り調査の結果から、M 8.0 とされる地震が発生させた津波としては標準的な規模である。また、津波高の地域差や津波の押し引きに関する情報が得られたことで、波源域の推定が可能となり、波源域は喜界島の北～北東方向、低角逆断層運動と推定された。

## 被害
この地震で喜界島で1人が死亡するなど、計12人が犠牲となった。家屋の損壊も多く、沖縄本島まで被害が及んだ。また加計呂麻島鎮西村（現瀬戸内町）には津波が押し寄せたという。ただし今村・飯田の津波等級では0（1m程度）にとどまる。

## 再来周期
この付近を震源とする地震の再来周期や活動歴は不明である。
喜界島では、珊瑚礁に残された海岸段丘の痕跡から、過去7000年間に4回の隆起が記録されていて6300年前(5m)，4100年前(1m)，3100年前(1m)，1400年前(2m) 括弧内は隆起量である。この海岸段丘の形成原因としては、Shikakura (2014)はプレート境界における巨大地震のほか、定常的な隆起と小規模な局地的な隆起でも説明できるとしている。

## 1995(平成7)年の地震
今村(1913)により求められた震源の近くでは、1995年（平成7年）10月18日19時27分に北緯28度02分、東経130度28分、深さ38km（喜界島南東約54km）で気象庁マグニチュード 6.9(Mw 7.3)の本震と、翌日の10月19日11時41分 気象庁マグニチュード 6.7(Mw 6.9) の余震が発生した。正断層型のプレート内地震と考えられている。この2つの地震では、斜面及び石垣の崩壊や津波を観測している。津波は、18日の地震では地震から11分から12分後に引き波の第一波が、1時間20分後に浦原で水位上昇値 3mの津波を観測しているが津波の高さは地震の規模に比べ特に高かった。なお、津波の到達に先立ち、本震の4分後に断層面が破壊された時に発せられたと考えられる鳴動音が約10秒間聞こえた。前兆活動は、5月19日 M3.8 から始まり断続的に有感地震を記録していた。